# Makardhwaja

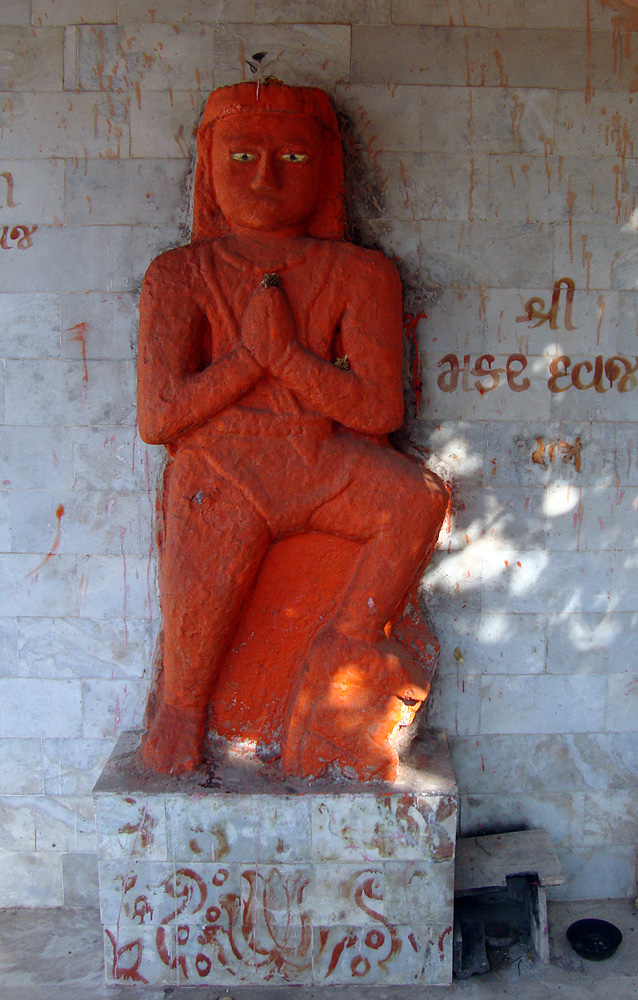
Makardhwaja-Statue in einem Tempel bei Porbandar, Gujarat

Hinduistischen Legenden zufolge ist Makardhwaja der aus einem Schweißtropfen entstandene Sohn des Affengottes Hanuman.

## Legenden
Nach dem von Hanuman verursachten Brand der Insel Sri Lanka schöpfte Hanuman einen Schluck Wasser. Dabei tropfte etwas Schweiß in das Maul eines Seeungeheuers (makara), welches nach einiger Zeit Makardhwaja zur Welt brachte.
In einer leicht abgewandelten Version hatte  das Seeungeheuer zuvor einen Fisch verspeist, der von Fischern gefangen wurde. Als Fischer den Magen des Fisches öffneten, fanden sie Makardhwaja; sie beschlossen das Wesen aufzuziehen. Ein der Unterwelt (patala) zugehöriger Dämon (rakshasa) mit Namen Ahiravan erkannte die Stärke des Wesens und machte es zum Wächter seines Reiches.
In einer weiteren Version entführte Ahiravan Rama und seinen Bruder Lakshmana in sein Reich; Hanuman folgte ihnen. Der Eingang zur Unterwelt wurde von einem Wesen bewacht, welches sich als Makardhwaja, sein Sohn, vorstellte. Hanuman wies diese Vorstellung von sich, da er seit Ewigkeiten als Junggeselle lebte. Ahiravan wurde getötet und Rama befahl Hanuman, seinen Sohn zum Herrscher von Patala zu machen.

## Familie
Makardhwaja hatte einen Sohn mit Namen Mod-dhwaja, der seinerseits Vater von Jethi-dhwaja war.

## Verehrung
Makardhwaja genießt in Indien keine verbreitete Verehrung; lediglich in Gujarat und in den benachbarten Bundesstaaten gibt es einige wenige ihm geweihte Tempel. Die Verehrung ist vor allem auf die Tatsache zurückzuführen, dass die im Mittelalter über Teile der Halbinsel Kathiawar/Saurashtra regierende Jethwa-Dynastie ihn (bzw. seinen Enkel) als ihren Stammvater ansahen.